# Žižkův dub (Chotěboř)
Žižkův dub u Chotěboře byl významný památný strom, který zmiňoval již Jan Evangelista Chadt-Ševětínský roku 1908. V roce 1912 jej použil jako ústřední objekt povídky Zrádce národa i Jaroslav Hašek.

## Základní údaje
- název: Žižkův dub u Chotěboře
- obvod: 537 cm (1902)[2]
- souřadnice: 49°43'53.2"N,  015°40'29.8"E

Cesta z Chotěboře na sever se dělí na Libice, Novou Ves a Maleč. V těchto místech roste řada statných dubů. Jejich počet se blíží 120 ks. 60 stromů s obvodem kmene 3–4 m, 40 ks 4–5 m, 15 ks 5–6 m a 5 dubů s obvodem více než 6 m. Z tohoto počtu je jen 11 stromů vyhlášených jako "památný strom" (stav v roce 2016) a ze zákona chráněno. Tyto stromy zbyly ze železnohorských doubrav. Mezi nimi, konkrétně u cesty na Libice, stával i památný Žižkův dub. Dnes již neexistuje, vichřice dne 18. 8. 1979 strom rozlomila vedví a dne 31. 7. 1981 byl definitivně odstraněn.

## Historie a pověsti
U stromu údajně odpočíval Jan Žižka, když táhl roku 1424 k Přibyslavi. Příběh stromu má ale pokračování a souvisí s hostincem Panský dům v Chotěboři. Tam se podle pamětní desky právě roku 1424 Žižka zastavil na pivo a na tom samém místě sepsal roku 1912 povídku Zrádce národa i Jaroslav Hašek:
Zdejší rodák, rolník Jan Pavlíček, se před vlasteneckou poutí roku 1848 zastavil právě v této hospodě, kde si dal hrách s podmáslím, který ještě zapil místním pivem. Hned za Chotěboří pan Pavlíček pocítil, že na tuto kombinaci není jeho zažívání stavěné, seskočil z vozu a jediné místo v okolí, kam by se mohl skrýt před zraky svých sourodáků, byl statný dub u cesty. Nevšiml si včas, že místem jeho úlevy byl památný dub Jana Žižky – všimli si toho ale ostatní, a jako vlastizrádce ho vykázali ze svých řad.

## Památné a významné stromy v okolí
- Žižkovy duby (Chotěboř)
- Klokočovská lípa
- Lánská lípa
- Spálavská lípa
- Lípa v Lipce
- Buk v Bouči
- Úhrovská lípa
- Kaštanovník v Dolním Vestci